# Camillo Olivetti
Samuel David Camillo Olivetti, detto solamente Camillo (Ivrea, 13 agosto 1868 – Biella, 4 dicembre 1943), è stato un ingegnere e imprenditore italiano, fondatore dell'azienda Olivetti.

## Biografia
Nacque nel 1868 in una famiglia della borghesia ebraica di Ivrea. Il suo nome completo era Samuel David Camillo Olivetti. Il padre, Salvador Benedetto (1833-1869), era un commerciante di tessuti, impresa che aveva ereditato dagli avi, la madre, Elvira Sacerdoti (1849-1919), originaria di Modena, era figlia di banchieri. Dalla linea paterna, Camillo Olivetti ereditò lo spirito imprenditoriale e l'amore per il progresso, dalla madre una cultura non provinciale e l'amore per le lingue (Elvira ne parlava quattro). Da parte di padre è cugino del pittore Raffaele Pontremoli. Quando Camillo aveva solo un anno, morì il padre. Ad occuparsi di lui fu la madre, che lo affidò al collegio convitto «Calchi Taeggi» di Milano.
Al termine del liceo, si iscrisse al Regio Museo Industriale Italiano (poi Politecnico di Torino dal 1906) e alla Scuola di Applicazione Tecnica, dove frequentò i corsi di elettrotecnica tenuti da Galileo Ferraris. Laureatosi in ingegneria industriale (31 dicembre 1891), Camillo sentì da una parte l'esigenza di perfezionare il proprio inglese e, dall'altra, di fare un'utile esperienza lavorativa. Soggiornò oltre un anno a Londra dove si impiegò in un'industria che produceva strumentazione elettrica, facendo anche il meccanico.
Al suo ritorno a Torino, divenne assistente di Ferraris. Nel 1893 accompagnò negli Stati Uniti d'America il suo maestro, che era stato invitato a tenere una conferenza al Congresso Internazionale di Elettrotecnica di Chicago. Olivetti gli fece da interprete. Insieme visitarono i laboratori Thomas A. Edison al Llewellyn Park, nel New Jersey, dove incontrarono di persona il brillante inventore statunitense. Dopo tale incontro, nel 1893, Camillo scrisse al cognato Carlo da Chicago:
(Camillo Olivetti, Lettere Americane, Fondazione Adriano Olivetti, 1968-1999)
Camillo continuò da solo il viaggio da Chicago a San Francisco, annotando scrupolosamente le cose che andava scoprendo sugli Stati Uniti d'America: se già la situazione industriale inglese lo aveva colpito, trovò la realtà statunitense assai superiore, non solo dal punto di vista industriale ma anche sociale. Alcuni mesi passati a Palo Alto gli fecero conoscere le università statunitensi. Come assistente di elettrotecnica alla Stanford University (novembre 1893 - aprile 1894), Olivetti ebbe modo di sperimentare in laboratorio le potenzialità e le diverse applicazioni dell'uso dell'elettricità. Gli Stati Uniti rappresenteranno sempre per Olivetti la frontiera della modernità economica, il modello a cui fare riferimento nel percorso di affermazione del suo progetto industriale in Italia: del primo viaggio di formazione e del terzo viaggio di aggiornamento è rimasto il ricordo vivido nella raccolta di Lettere americane, edite dopo la sua morte.

### Il ritorno in Italia e la nascita della C. Olivetti & C.
Tornato in Italia, si mise in società con due ex compagni di università e fece l'importatore di macchine per scrivere e biciclette. Successivamente concepì l'idea di fondare un'azienda per produrre e commercializzare strumenti di misurazione elettrica, principalmente per laboratori di ricerca. Nacque così ad Ivrea nel 1896 la «C. Olivetti & C.». Gli inizi della sua attività industriale non furono produttivi. Olivetti capì che doveva cambiare target di mercato (dai laboratori di ricerca alla nascente industria elettrica). 
Nel 1896 fonda la Ditta Olivetti ad Ivrea in via Castellamonte, attuale via Jervis, per la produzione di materiali elettrici e strumenti elettrici di misura.
Nel 1903 la fabbrica si trasferì a Milano e l'anno successivo a Monza, diventando C.G.S. (dalle iniziali di Centimetro-Grammo-Secondo, nome del sistema di misura in uso all'epoca). Nella compagine societaria entrò in seguito la Edison, il più grande produttore italiano di energia dell'epoca, oltre ad un'importante banca d'affari.
Ben presto Olivetti si sentì prigioniero di quei soci finanziari, che non gli consentivano di svolgere, parallelamente alla produzione, quell'attività di ricerca che riteneva indispensabile. Fu quella l'ultima volta che non ebbe la maggioranza assoluta delle quote di una società. Era partito per Milano con una quarantina di operai, con gli stessi tornò a Ivrea nel 1908, dove impiantò la prima fabbrica in Italia di macchine per scrivere. Anche nella scelta del nome della ditta tornò al passato: «Ing. Olivetti & C.» con l'aggiunta "prima fabbrica nazionale di macchine per scrivere". L'azienda, destinata a divenire celebre come Fabbrica di mattoni rossi, ebbe un rapido sviluppo. Attento a selezionare, formare e valorizzare operai di talento, Olivetti scelse tra loro i quadri aziendali che contribuirono al successo dell'impresa. L'officina riprendeva solo esteriormente i modelli dell'epoca, poiché la sua struttura, dietro ai mattoni canavesani, era composta dall'allora avveniristico cemento armato.

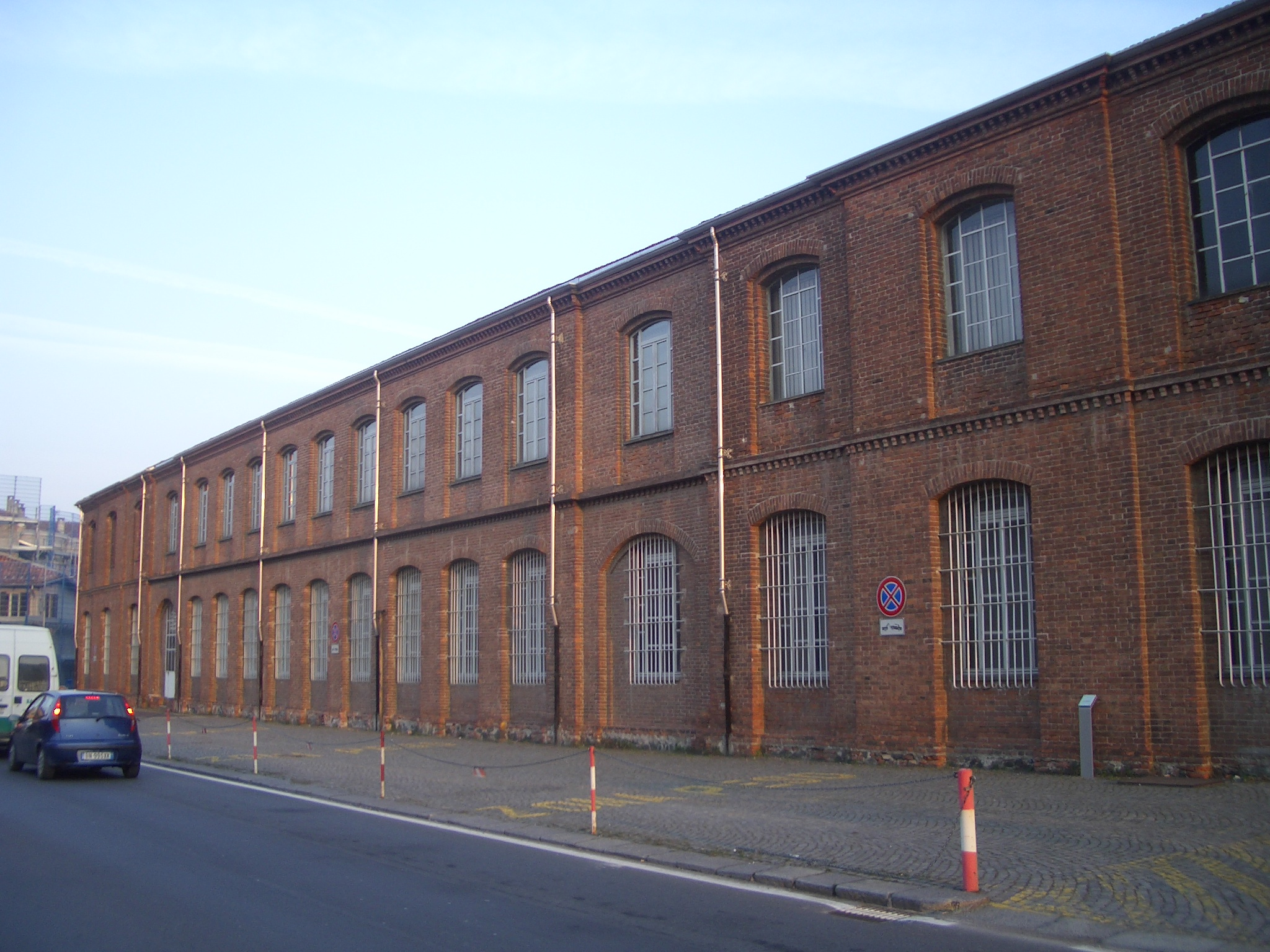
Ivrea, la storica fabbrica in mattoni rossi

Il primo modello di macchina, la Olivetti M1 (1908), fu interamente progettato da lui, assieme ad alcune macchine utensili per la produzione delle parti componenti. Olivetti la perfezionò dopo aver compiuto altri due viaggi negli Stati Uniti d'America (dove comprò macchinario prodotto in loco ed esaminò il livello della concorrenza). A quel punto fu pronto ad entrare in produzione. I primi tempi furono difficoltosi sul piano finanziario, dal momento che per tre anni dalla fabbrica uscirono unicamente prototipi. Trovò allora dei soci di capitale non invadenti; con essi arrivarono anche le prime commesse e la presentazione all'Esposizione Universale di Torino (1911) per il cinquantenario dell'Unità d'Italia. Oltre alla M1, venne presentato uno spaccato funzionante dell'officina di Ivrea.
Il primo prototipo non fu un gran successo, poiché, prevedeva un numero considerevole di componenti e pertanto, costi di produzioni molto elevati.
Non convinto del prototipo, tornò negli Stati Uniti per visite le più importanti e tecnologiche aziende del settore.
Al suo ritorno, revisionò il progetto e depositò due brevetti.
Da qui a poco, nel 1910, la Ing. C. Olivetti & C di Olivetti contava circa cento operai e lui si era ormai affermato come astro nascente dell’imprenditoria italiana e ben presto, del mondo.

### L'arrivo della prima guerra mondiale e la svolta
La svolta decisiva per la Olivetti fu il primo conflitto mondiale: non furono tuttavia i super-profitti a fare la fortuna dell'Olivetti, ma la produzione tecnologicamente avanzata per l'aeronautica. Anche i velivoli del Regno Unito impiegarono parti prodotte dalla Olivetti. Il dopoguerra vide la Olivetti produrre la M20, una macchina per scrivere sempre più perfezionata, il cui successo consentì a Camillo di attuare il suo progetto commerciale, basato soprattutto sull'assistenza alla clientela mediante filiali. La prima filiale fu quella di Milano, cui seguirono i principali centri italiani ed esteri. Tale strategia gli consentì di battere la concorrenza internazionale (americana e tedesca principalmente), giocando non sul prezzo ma sulla qualità.
Nel 1925 entrò in azienda Adriano Olivetti, il secondo dei suoi figli - dopo aver compiuto anch'egli un viaggio negli Stati Uniti. Quell'anno Camillo si avviava verso la sessantina e, dovendo pensare alla successione, pretese che i figli maschi (Adriano e Massimo) facessero la gavetta in fabbrica (Dino, l'ultimo della famiglia, era ancora troppo giovane). Le caratteristiche produttive della fabbrica furono caratterizzate dalla totale indipendenza nella componentistica rispetto all'allora ristretto mercato italiano. Si pensi che anche le viti venivano prodotte in fabbrica. Per produrre in proprio le macchine utensili nacquero, nel 1926, le fonderie e l'Officina Meccanica Olivetti (OMO). Quest'ultima divenne in seguito un'unità produttiva indipendente sul mercato, anche dalla casa madre.

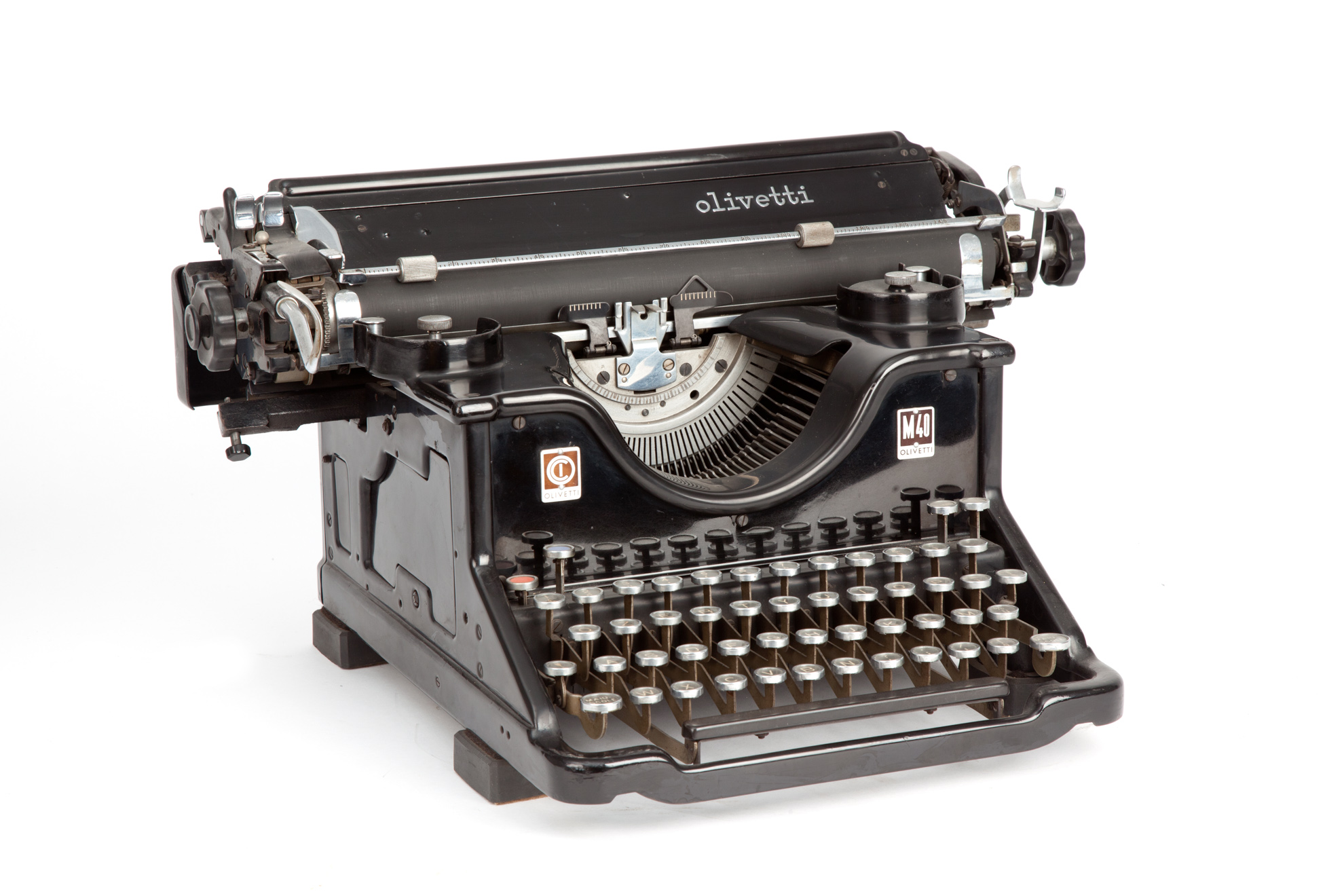
Macchina per scrivere Olivetti M40 (1930), progettata da Camillo Olivetti con Gino Levi Martinoli (Museo nazionale della scienza e della tecnologia Leonardo da Vinci di Milano).

In seguito, Olivetti diede impulso al primo nucleo della ricerca e sviluppo: con la OMO, e negli stessi locali, nacque il Centro Formazione Meccanici, una delle prime "scuole di fabbrica" in cui non si insegnarono solo nozioni tecniche, ma anche cultura generale e cultura politica. All'inizio degli anni trenta fu potenziata la struttura distributiva all'estero. Nel corso del decennio furono prodotti i primi modelli di mobili per ufficio "Synthesis", le prime telescriventi e macchine per calcolo. Nel 1933 il figlio Adriano fu nominato amministratore delegato; a partire da quell'anno Camillo fu affiancato e progressivamente sostituito alla guida della società. Olivetti lasciò la presidenza della società nel 1938, conservando la sola direzione dello stabilimento macchine utensili.
Nel secondo dopoguerra, Adriano seppe condurre la Olivetti alla posizione di leader nel settore delle macchine d'ufficio - assorbendo anche, nel 1959, la Underwood Americana, suo principale concorrente - ed a farla diventare un'azienda capace di produrre cultura nei campi del design, dell'architettura industriale e dello sviluppo della responsabilità sociale d'impresa, in termini di relazioni sociali con i lavoratori e di rapporti con il territorio. In politica, Camillo Olivetti fu di fede socialista liberale: finanziò (prima dell'avvento del regime fascista che appoggiò sino alle leggi razziali) la diffusione di periodici di dibattito politico, contribuendovi personalmente con non pochi scritti.
Amico di Filippo Turati, il 4 dicembre 1943 morì all'ospedale di Biella, città ove era stato costretto a riparare per sfuggire alle leggi razziali: al funerale partecipò una nutrita folla di operai, giunta spontaneamente da Ivrea sfidando la sorveglianza del regime. In lui la città di Ivrea trovò un imprenditore coraggioso e capace che seppe portare l'industria da lui creata fra le prime nei mercati mondiali.

## Camillo Olivetti e la politica

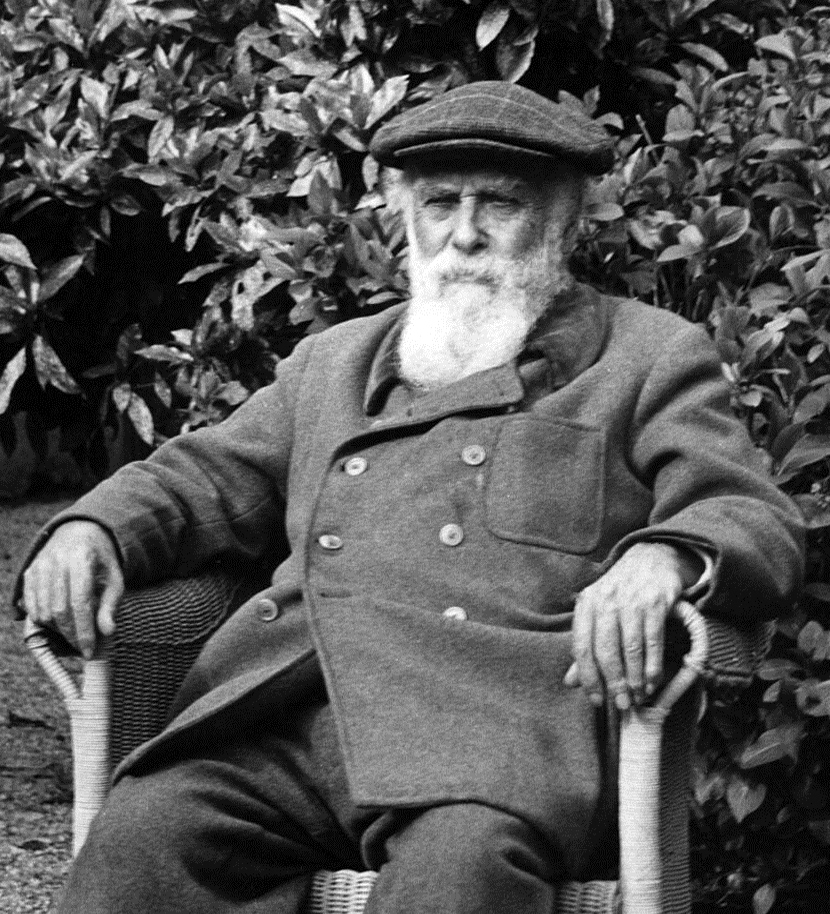
Camillo Olivetti

Camillo Olivetti va ricordato, oltre che per esser stato un industriale di successo, anche per essere stato costantemente impegnato in politica. Da un'informativa della sottoprefettura di Ivrea apprendiamo che fin dal periodo universitario fu socialista nonostante non esistesse ancora, a livello nazionale, in forma organizzata il Partito Socialista, ma esistesse a Torino il Partito Operaio Italiano. Ad influenzarlo furono l'ambiente e le amicizie dell'ateneo sabaudo, vale a dire il Regio Museo Industriale che diverrà solo nel 1906 il prestigioso Politecnico di Torino.
Claudio Treves, Donato Bachi, Gustavo Balsamo Crivelli, Cesare Graf furono suoi coetanei ed amici.
Quello di Torino era un ambiente intellettuale che risentiva di forti influenze positiviste anche grazie all'antropologo Cesare Lombroso. Molti di quegli uomini, come Camillo, erano di religione giudaica. La comunità ebraica di Torino non era numerosissima ma intellettualmente agguerrita: piccola e media borghesia fortemente scolarizzata. Era quello torinese un socialismo eterogeneo e scarsamente organizzato, specchio della realtà economica della città. Torino, lungi dall'essere già industrializzata, soffriva ancora della sindrome di non essere più capitale, restando in attesa di maturare una vera vocazione industriale.
La classe operaia era generalmente docile e inquadrata, non tanto nel partito, quanto nelle società operaie di mutuo soccorso. Il socialismo imperante era quello romantico e umanitario, interpretato a Torino soprattutto da Edmondo De Amicis. Incontrò il socialismo organizzato dopo la laurea, nel corso di un viaggio in Inghilterra, paese in cui esistevano partiti socialisti organizzati, sia pur ancora divisi per territorio, e dove, soprattutto, era presente un movimento sindacale agguerrito (che sarebbe confluito entro pochissimi anni nel Labour Party). Tuttavia le notizie che Camillo ci ha lasciato di quel soggiorno sono scarse e prive di giudizi politici.
Ad influenzarlo in modo più decisivo fu il viaggio negli Stati Uniti d'America del 1893. Al suo ritorno dall'America aderì al partito socialista costituito da pochissimo tempo; sappiamo - sempre dalla citata informativa prefettizia - che egli partecipò al congresso di Firenze, diventando una specie di referente socialista per il Canavese e la Valle d'Aosta. Cominciò inoltre a scrivere sul Grido del popolo, giornale socialista torinese diretto da Claudio Treves e sull'importante periodico milanese Critica Sociale diretto da Filippo Turati. Nel 1898 partecipò alla protesta popolare milanese contro l'aumento del prezzo del pane durante la quale il generale Bava Beccaris farà sparare i cannoni sui manifestanti. Fu per lui una decisiva svolta politica che lo portò a dubitare delle capacità rivoluzionarie del socialismo organizzato.  Camillo racconterà quei fatti un decennio dopo in una lettera scritta durante il terzo viaggio negli USA alla moglie Luisa Revel:
A Milano non accadde nulla di quanto io prevedevo, almeno per parte dei capi che non capirono nulla e non seppero ne frenare ne comandare il movimento. Il risultato furono 500 ammazzati e migliaia di anni di galera distribuiti. Quella volta io la scampai bella! Visto che a Milano non vi era nulla da fare, me ne andai a Torino, ed ero tanto esaltato in quei giorni che se avessi potuto trovare un duecento uomini ben armati avrei cercato di suscitare una rivoluzione […]
Ma il buon Treves e il buon Maffi, con cui ebbi un conciliabolo, mi disillusero, ed allora ebbi il buon senso di consigliar loro di fare un proclama, per sconsigliare ogni ulteriore agitazione che avrebbe portato ad un nuovo massacro, cosa che essi fecero; e credo che sia stata questa la migliore azione che ho fatto in vita mia! Dopo questa disillusione a poco a poco mi ritirai dalla vita politica. Intanto avevo conosciuto te ed a poco a poco mi sentii ringiovanire e per la prima volta dopo il mio ritorno dall'America incominciai di nuovo a pensare al mio avvenire…»
(Camillo Olivetti, Lettere Americane, Fondazione Adriano Olivetti, 1999)
Nel Partito Socialista era già iniziata la diatriba tra il pensiero riformista e quello rivoluzionario. Camillo, pur schierandosi apertamente con i riformisti, (come si evince da lettere ed articoli) non rinunciò all'ipotesi rivoluzionaria, che non era però quella dell'ala massimalista, marxista e di classe ma tesa a mutare le istituzioni presenti. Camillo Olivetti fu dunque convintamente socialista. Egli non ritenne incompatibile l'essere socialista con l'essere industriale poiché, proprio dal viaggio statunitense, capì come l'industrializzazione poteva essere fonte di profondi mutamenti sociali in senso progressista e democratico. Inoltre il modello politico statunitense, presidenzialista e federale, rappresentò per lui l'antitesi alle complicanze parlamentari italiane.
Quando, nel 1893 cadde il primo Governo Giolitti, scrisse alla madre, Elvira Sacerdoti, una lettera in cui affermava:
(Camillo Olivetti, op. cit.)
Scrisse pure al cognato, il colonnello Carlo Marselli:
(Camillo Olivetti, op. cit.)
L'antipatia e la disistima per l'uomo di Dronero sarà una costante di tutta la sua vita politica. Le idee politiche che egli venne maturando all'inizio del nuovo secolo lo portarono ad un lento distacco dal partito; dopo una breve parentesi come consigliere comunale socialista a Torino, fu consigliere di minoranza al Comune di Ivrea, presentandosi in una lista di indipendenti. A contribuire al distacco dal partito furono anche le lotte interne connesse all'affermarsi del massimalismo socialista contro quella che egli considerava la sostanziale impotenza dei riformisti, lotte che sarebbero culminate nel 1912 con la cacciata di Bissolati e Bonomi.
Il pensiero politico di Camillo, all'epoca, può così riassumersi: egli è contemporaneamente riformista e rivoluzionario. Rivoluzionario, poiché auspica una rivoluzione istituzionale repubblicana di tipo mazziniano accompagnata dal federalismo che ha conosciuto negli Stati Uniti; riformista poiché non considera realistiche le tesi classiste dei massimalisti marxisti. Ritenne queste posizioni ben più realistiche del riformismo turatiano, da lui giudicate incerte e contraddittorie. Nel 1922 scrisse su Tempi Nuovi un articolo che dava di Turati un duro giudizio politico anche se mitigato da attestazioni di stima personale:
Se non fosse stato così nel marzo del 1894, dopo le giornate di Adua, e forse sulle prime giornate di maggio del 1898 avrebbe potuto promuovere un moto che avrebbe portato a profondo rivolgimento politico e sociale (più politico che sociale) nel Paese, moto che, io credo sarebbe stato allora salutare. Invece ebbe paura di assumersi una responsabilità e nicchiò quando sarebbe stato necessario essere pronti e audaci: alla folla che domandava la parola eccitatrice e guidatrice egli preferì rivolgere la frase dilatoria che non fu sufficiente a trattenere l'impeto, ma ne smorzò il vigore sì da impedire una possibile vittoria, dar agio alla reazione di trionfare se pur per breve tempo. Così tutta la sua tattica in relazione con le tendenze e con l'azione del partito socialista è improntata ad un'indecisione che è in fondo dovuta al suo animo intimamente onesto e non settario, come quello della maggior parte dei suoi colleghi, ma che lo rende inadatto a capeggiare un partito che, come è stato e condotto e reclutato in questi ultimi anni, deve essere un partito di azione e forse di rivoluzione se vuol vivere. La sua azione come uomo parlamentare è stata nefasta: di lui si può dire il contrario di quello che Goethe fa dire a Mefistofele: "Egli è l'uomo che pensa il bene e fa il male".
[…] Io giudico il Turati certamente un uomo di grande ingegno, grande coltura e animo retto, ma mancante di energia e capacità di coordinare il fine che si propone, ai mezzi e agli uomini che si hanno a disposizione ed all'ambiente in cui si opera.
Tempi Nuovi, 1922»
Sui temi legati all'interventismo fu dapprima neutralista, fintanto che l'Italia aderì alla Triplice Alleanza con Austria e Germania, per spostarsi poi in campo interventista quando, a conflitto iniziato, l'Italia denunciò quell'alleanza per schierarsi con le nazioni aderenti alla Triplice intesa. Il suo fu un cauto e ragionato interventismo che non lo esimette dall'esprimere forti critiche nei confronti del Comitato di Mobilitazione Industriale preposto agli approvvigionamenti e agli esoneri. Nelle prime elezioni politiche del dopo guerra, si schierò a favore dei socialisti (Leonida Bissolati) dell'Unione Socialisti Italiani - come compare dal simbolo di quel partito riportato su L'Azione Riformista (1919) - che presentarono una lista elettorale con gli ex interventisti rivoluzionari dell'Unione Sindacale Italiana di Alceste de Ambris.
Questa lista subì una disfatta elettorale a vantaggio della grande affermazione elettorale di socialisti e popolari cattolici. Camillo dalle pagine de L'Azione Riformista, un settimanale politico che egli editò (1919-1920) nel Canavese, auspicò invano che i socialisti, dopo l'affermazione elettorale, decidessero inequivocabilmente la via parlamentare e riformista. Nel 1919-20 assistette critico ai tumulti del Biennio rosso; venne risparmiato dall'occupazione della sua fabbrica per l'atteggiamento collaborativo e la stima dei propri operai. La rivoluzione russa e l'affermazione del bolscevismo contribuirono ad un ulteriore spostamento massimalista dei socialisti. Camillo dopo la presa del potere da parte di Lenin ai danni della socialdemocrazia, così scriveva su L'azione Riformista:
(L'azione Riformista, (1919))
Il fascismo aiutato dagli errori socialisti e dall'insipienza liberale si stava affermando anche negli ambienti progressisti, cui non furono immuni Camillo e gli amici di Tempi Nuovi. Indicativo l'articolo del 1922 scritto presumibilmente dal suo amico e direttore del settimanale, Donato Bachi:
Qualunque cosa accada, quali possono essere i pervertimenti e le deviazioni del fascismo, nulla potrà cancellare le grandi benemerenze che esso ha verso la Patria. E si può anche ad esso molto perdonare perché ha fatto un bene immenso alla nazione.
Però appunto la circostanza che il fascismo era l'espressione di forze diverse, ma convergenti in un punto nobile ed elevato, dimostra che il fascismo non è altro, in ultima analisi, che la estrinsecazione di quel senso di ribellione che in ogni tempo ha animato la gioventù italiana contro ogni tentativo di sopraffazione del sentimento nazionale, ed una delle tante forme in cui il lievito giovanile, patriottico, sentimentale andò in svariate maniere manifestandosi.
Così il fascismo può, tenuto conto delle debite distanze, considerarsi come la Giovine Italia dei tempi Mazziniani, l'irredentismo dei tempi di Oberfank, il fiumanesimo. […]»
(Tempi Nuovi, 1922)
Dagli articoli di quel giornale del 1922, appare chiara la posizione di benevola attesa nei confronti di Mussolini e del fascismo. Ciò non toglie che lo stesso giornale, stigmatizzi le violenze squadristiche a Torino (dicembre 1922), prendendo successivamente posizioni a favore del fascismo revisionista di Massimo Rocca e Mario Gioda. Camillo Olivetti si dimise nel 1923 dalla redazione del giornale, quando fu chiaro che con la sua espulsione dal partito, il revisionismo fascista di Massimo Rocca veniva definitivamente sconfitto e quindi lo stesso Gioda (fondatore e primo segretario del Fascio di Torino) non avrebbe potuto intervenire sulle possibili rappresaglie, non solo nei confronti del giornale, ma della stessa azienda di Ivrea.
Con tale decisione Camillo si proponeva di preservare quella fabbrica di macchine per scrivere che ormai dava lavoro a centinaia di dipendenti. L'ultima sua presa di posizione politica ufficiale fu del 1924, in una manifestazione al teatro Giacosa di Ivrea, con il figlio Adriano, dove fu stigmatizzato l'assassinio del deputato socialista Giacomo Matteotti. Il consolidamento definitivo della dittatura fascista lo vide uscire dalla scena politica per dedicarsi esclusivamente alla sua azienda. La sua posizione nei confronti del fascismo, pur laicamente riconoscendo anche le cose positive, fu di forte critica rispetto alla definitiva abdicazione dei principi repubblicani e federalisti, nonché al proliferare dell'odiata burocrazia, aggravata dall'aggiunta di quella in camicia nera.
Indicativo il fatto che nel 1929 gli fu ritirato il passaporto, solo in seguito restituito per l'intervento di un altro Olivetti (per altro non parente): Gino Olivetti, deputato ed ex presidente dell'Unione Industriale di Torino lo apprendiamo da una lettera autografa del 1929. L'avvento delle leggi razziali, pur stigmatizzandole, lo vedranno tuttavia in una posizione di non eccessiva drammatizzazione (come testimoniano alcune lettere ad amici). Pur dovendo rinunciare a favore dei figli (dichiarati ariani perché di madre non ebrea) alla proprietà della società, sarà esentato dalle medesime "per meriti industriali". Durante la seconda guerra mondiale scrisse e diffuse, attraverso un opuscolo clandestino, proposte radicali di riforme in campo sociale, economico e industriale. Dopo l'armistizio dell'8 settembre 1943 e l'arrivo delle truppe tedesche, fu costretto ad abbandonare la propria casa di Ivrea e rifugiarsi nel biellese.

## Camillo Olivetti e la religione
Nato in una famiglia di religione ebraica, fu circonciso alla nascita dal rabbino Alessandro Treves, di Vercelli, sposò Luisa Revel, figlia di un pastore valdese, e per questo fu escluso dalla comunità ebraica con la cerimonia della Shiva, che si compie alla morte di qualcuno. Contrario ad ogni tipo di confessione religiosa stabilita, negli ultimi anni della sua vita si dedicò agli studi religiosi, convertendosi alla religione Unitariana: una chiesa cristiana  protestante che fa della ragione e dei valori ecumenici interreligiosi il proprio fondamento. In una lettera del  13 agosto 1938 a M. G. C. scrive: "Come lei sa, come religione io sono Unitariano (o più italianamente Sociniano) ed ho anche simpatie per i Quacqueri, le cui idee religiose sono complementari alle prime." .

## La «fabbrica di mattoni rossi»

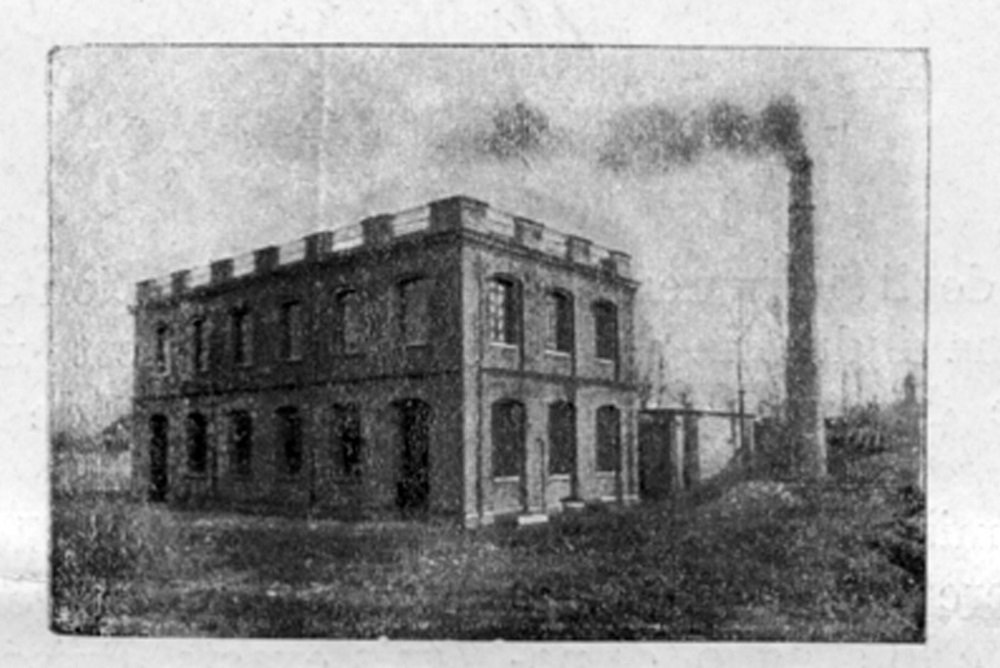
Il primo edificio fatto costruire da Camillo Olivetti nel 1895

Sulla strada che da Ivrea porta a Castellamonte il padre, Salvador Benedetto Olivetti, gli lasciò dei terreni che salivano verso Monte Navale, là dove abitava con la madre. All'inizio di quella strada (allora via Castellamonte, oggi via Jervis), poco distante dalla stazione ferroviaria di Ivrea, Camillo costruì la sua fabbrica. Era il 1896, nasceva la Ditta Ing. Camillo Olivetti di Ivrea. Leggiamo come la descrive, nella propria tesi di laurea, l'arch. Matteo Olivetti, pronipote di Camillo.
"La prima fabbrica Olivetti è un edificio di mattoni rossi, inizialmente più che una fabbrica doveva essere un laboratorio scientifico ma ben presto a seguito del successo ottenuto diventò un'industria. Il primo corpo della fabbrica venne progettato personalmente da Camillo Olivetti nel 1895, con una forma semplice a pianta rettangolare, e disposto su due piani, ad esso era annesso un fabbricato che doveva servire da magazzino, tutto con coperture piane. Per la realizzazione della parte strutturale del progetto, i solai e il tetto piano, Camillo si fece consigliare dall'ing. Porcheddu suo amico e compagno di scuola che gli aveva parlato delle ottime possibilità costruttive del sistema di cemento armato Hennebique che egli stesso importava dalla Francia.
La ditta Porcheddu era l'unica concessionaria di vendita del nuovo sistema Hennebique per tutta l'Italia e per i primi tempi si appoggiava completamente alla casa madre per la realizzazione delle strutture. Infatti il primo edificio realizzato era stato eseguito sui calcoli statici svolti in Francia sul progetto di Camillo, come viene annotato nei documenti della ditta. Anche tutti i materiali da costruzione per la realizzazione delle parti statiche erano importate dalla Francia. Poco dopo, nel 1899, venne realizzato il primo ampliamento della fabbrica, con l'aggiunta di due fabbricati laterali al corpo centrale, sempre in cemento armato Hennebique e su disegni di Camillo che, in questa occasione, si lamentò con l'amico perché il tetto presentava grosse infiltrazioni d'acqua e gli chiese di trovare una soluzione. Nella seconda pratica per la realizzazione delle strutture si nota una maggiore indipendenza della ditta Porcheddu dalla casa madre.
Il primo progetto era di modeste dimensioni, perché doveva rispondere alle modeste esigenze di laboratorio scientifico. L'aspetto esteriore era quello tipico degli edifici delle proto-industrie di fine ottocento, il linguaggio architettonico usato è un neo medioevale molto sobrio e compatto che dà una marcata impressione di stabilità e allo stesso tempo di semplicità. L'esterno non presentava innovazioni ma era l'utilizzare il sistema Hennebique la vera modernità che affascinò Camillo anche se celata nel suo involucro esteriore di mattoni rossi tipici del basso Canavese. François Hennebique (Neuville-Saint-Vaast, 26 aprile 1842 – Parigi, 7 marzo 1921) ebbe il merito di inventare il primo tipo di trave moderna in cemento armato.
Quella realizzata a Ivrea è una struttura monolitica nella quale i solai sono formati da una soletta a nervatura disposte nei due sensi ortogonali, permettendo un'equa distribuzione dei carichi sulle strutture portanti verticali realizzate in muratura. Qui il solaio è ancorato alla muratura attraverso ganci affogati nel calcestruzzo. Ciò rendeva possibile la costruzione di un edificio nel quale i carichi erano ben distribuiti in tutta la superficie. Un altro vantaggio del cemento armato era l'alto grado di incombustibilità molto importante per le officine spesso soggette a incendi. La fabbrica di mattoni rossi rappresenta uno dei primissimi esempi di edifici industriali in cemento armato costruiti in Italia."

## Pubblicazioni
- Tre scritti sulla fabbrica, la formazione e la solidarietà, Edizioni di Comunità, 2016

## Camillo Olivetti nelle arti
Laura Curino e Gabriele Vacis hanno sapientemente rievocato la figura di Camillo Olivetti in un monologo teatrale dal titolo Olivetti - Camillo: alle radici di un sogno pubblicato da Baldini & Castoldi (1996) e dalle Edizioni di Comunità (2017), portato sulla scena di molti teatri ed in TV dalla stessa Curino.
All'imprenditore è inoltre dedicata una fontana monumentale a Ivrea, nota come la Fontana Camillo Olivetti.

## Archivio
La documentazione prodotta da Camillo Olivetti nel corso della sua vita e durante il periodo di attività nell'azienda di famiglia (estremi cronologici: 1806-1981) è conservata dall'Associazione Archivio storico Olivetti.